# 슈퍼맨이 돌아왔다의 수상 및 후보 목록
아래는 KBS 2TV의 예능 프로그램인 《슈퍼맨이 돌아왔다》의 수상 및 후보 목록이다.

## 2013년
- KBS TV 프로그램 제안공모 최우수상
  - KBS 우수프로그램상 TV 부문 우수상
  - 2013년 KBS 연예대상
    - 최고 엔터테이너상 : 추성훈
    - 모바일 TV 인기상

## 2014년
- 여성가족부 한국양성평등교육진흥원 양성평등상 장려상
  - KBS 시청자위원회상 우수상
  - 가정의 달 기념 유공 여성가족부 장관 표창
  - 휴스턴 국제 필름 페스티벌 - 엔터테인먼트 부문 은상
  - 2014년 KBS 연예대상
    - 시청자가 뽑은 최고의 프로그램상
    - 쇼·오락 부문 최우수상 : 추성훈
    - 인기상 : 추사랑, 송대한, 송민국, 송만세, 이하루, 이서언, 이서준[1]
    - 프로듀서 특별상 : 송일국, 이휘재
    - 방송작가상 : 김정선

## 2015년
- 제42회 한국방송대상 연예오락부문 작품상
  - 2015년 KBS 연예대상
    - 대상 : 이휘재
    - 쇼·오락 부문 우수상 : 송일국
    - 최고 엔터테이너상 : 이동국
    - 핫이슈 예능인상 : 추성훈

## 2016년
- 2016년 KBS 연예대상
  - 버라이어티 최우수상 : 이동국
  - 버라이어티 우수상 : 이범수, 기태영
  - 인기상 : 이재시, 이재아, 이설아, 이수아, 이시안, 이서언, 이서준, 이소을, 이다을, 김로희

## 2018년
- 2018년 KBS 연예대상
  - 핫이슈 예능인상 : 봉태규
  - 버라이어티 부문 우수상 : 고지용
  - 버라이어티 부문 최우수상 : 샘 해밍턴
  - 인기상 : 이재시, 이재아, 이설아, 이수아, 이시안, 고승재, 봉시하, 윌리엄, 벤틀리, 박나은, 박건후

## 2019년
- 2019년 KBS 연예대상
  - 베스트 아이콘상 : 윌리엄, 벤틀리, 홍라원, 홍라임, 문희율, 도연우, 도하영
  - 방송작가상 : 백순영
  - 쇼·오락 부문 우수상 : 도경완
  - 시청자가 뽑은 최고의 프로그램상
  - 대상 : 샘 해밍턴, 홍경민, 문희준, 도경완, 박주호

## 2020년
- 브랜드 고객충성도 대상
  - 프로그램 가족예능부문
- 2020년 KBS 연예대상
  - 베스트 아이콘상 : 윌리엄, 벤틀리, 도연우, 도하영, 박나은, 박건후, 박진우, 강하오

## 2021년
- 임산부의 날 표창
- 2021년 KBS 연예대상
  - 베스트 아이콘상 : 박나은, 박건후, 박진우, 박하준, 박하연, 후지타 젠
  - 올해의 예능인상 : 박주호 가족
  - 리얼리티 부문 베스트 엔터테이너상 : 후지타 사유리
  - 쇼·버라이어티 부문 최우수상 : 장윤정

## 2022년
- 2022년 KBS 연예대상
  - 방송작가상 : 권유경
  - 올해의 스태프상 : 민지홍
  - 베스트 아이콘상 : 박나은, 박건후, 박진우, 후지타 젠, 신민준, 신예준, 신민서, 김단우, 김연우, 김은우, 연준범
  - 인기상 : 김준호
  - 베스트 엔터테이너상 : 박주호
  - 리얼리티 부문 우수상 : 제이쓴
  - 리얼리티 부문 최우수상 : 후지타 사유리

## 2023년
- 2023년 KBS 연예대상
  - 인기상 : 박나은, 박건후, 박진우, 연준범, 김은우, 김정우, 강정안, 강정우, 이담호, 이도호, 정수아, 정수애, 정수현, 정재범, 정하늘
  - 리얼리티 부문 우수상 : 김준호
  - 리얼리티 부문 최우수상 : 제이쓴

## 2024년
- 2024년 KBS 연예대상
  - 베스트 아이콘상 : 김은우, 김정우, 장지우, 조승우, 조인성,  조아영, 조재운
  - 리얼리티 부문 남자 우수상 : 박수홍
  - 리얼리티 부문 남자 최우수상 : 김준호